# Ім'я йому Смерть
«Ім'я йому Смерть» (також відомий під назвою «Блідий вершник» (англ. Pale Rider)) — американський кінофільм-вестерн 1985 року, знятий Клінтом Іствудом, він же виконав головну роль.

## Сюжет
Північна Каліфорнія, кінець першої половини XIX століття. На золотих копальнях в горах Сьєрра відбувається конфлікт: жителі невеликого селища, індивідуальні старателі ніяк не хочуть йти на пропозицію боса золотодобувної компанії, який мріє прибрати до рук їх маленький бізнес. Після чергового нальоту бандитів, найнятих магнатом, золотошукачі, схоже, змирилися зі своєю долею і готові визнати себе переможеними. Але в містечку з'являється вершник на білому коні в сутані священика. Місцевий маршал, посібник бандитів, намагається згадати, де він бачив цю людину, а 14-річна Меган, немов відповідаючи на його запитання, читає рядки з Біблії: «Ім'я йому смерть».

## У ролях
- Клінт Іствуд — проповідник
- Майкл Моріарті — Халл Баррет
- Керрі Снодгресс — Сара Вілер
- Кріс Пенн — Джош Лахуд
- Річард Дайсарт — Кой Лахуд
- Сідні Пенні — Меган Вілер
- Річард Кіл — Клуб
- Даг Макграт — Спайдер Конвей
- Джефрі Вайзман — Тедді Конвей
- Джон Расселл — Стокберн
- Чарльз Геллахан — МакГілл
- Марвін Дж. Макінтайр — Джейгоу
- Фран Райан — Ма Бланкеншіп
- Річард Гемілтон — Джед Бланкеншіп
- Грехем Пол — Ев Джосседж
- Чак Лафонт — Едді Конвей
- Аллен Келлер — Тайсон
- Ренді Оглсбі — Елам
- Герман Попп — Ульрік Ліндквіст
- Кетлін Віглі — Бесс Джосседж
- Терренс Еванс — Джейк Хендерсон
- Джим Гітсон — Біггс
- Лорен Едкінс — Боссі
- Томас Х. Фрідкін — Майнер Том
- С. А. Гріффін — заступник Фолке
- Джек Радоста — заступник Гриссом
- Роберт Вінлі — заступник Коболд
- Біллі Драго — заступник Мазер
- Джеффрі Джозефсон — заступник Седж
- Джон Денніс Джонстон — заступник Такер
- Майкл Адамс — вершник
- Клей М. Ліллей — вершник
- Джин Гартлайн — вершник
- Р. Л. Толберт — вершник
- Кліффорд Хеппі — вершник
- Росс Лоні — вершник
- Ларрі Рендлс — вершник
- Майк Х. Макгохі — вершник
- Джеррі Гетлін — вершник
- Ллойд Нельсон — касир
- Джей К. Фішберн — Телеграфіст
- Джордж Оррісон — начальник станції Вайті
- Мілтон Муррілл — портер
- Майк Мансі — перукар
- Кіт Діллін — коваль
- Бадді Ван Горн — Stage Driver
- Фрітц Мейнс — Stage Rider
- Гленн Райт — Stage Rider

## Знімальна група
- Режисер — Клінт Іствуд
- Сценаристи — Денніс Шрайек, Майкл Батлер
- Оператор — Брюс Сертіс
- Композитор — Ленні Нігаус
- Художник — Едвард С. Карфаньйо
- Продюсери — Фрітц Мейнс, Девід Велдес, Клінт Іствуд